# Bulbophyllum burkillii
Bulbophyllum burkillii là một loài phong lan thuộc chi Bulbophyllum.